# Douglas Everett
Douglas Everett, född 3 april 1905 i Cambridge, död 14 september 1996 i Concord, var en amerikansk ishockeyspelare.
Everett blev olympisk silvermedaljör i ishockey vid vinterspelen 1932 i Lake Placid.